# 综合性运动会列表

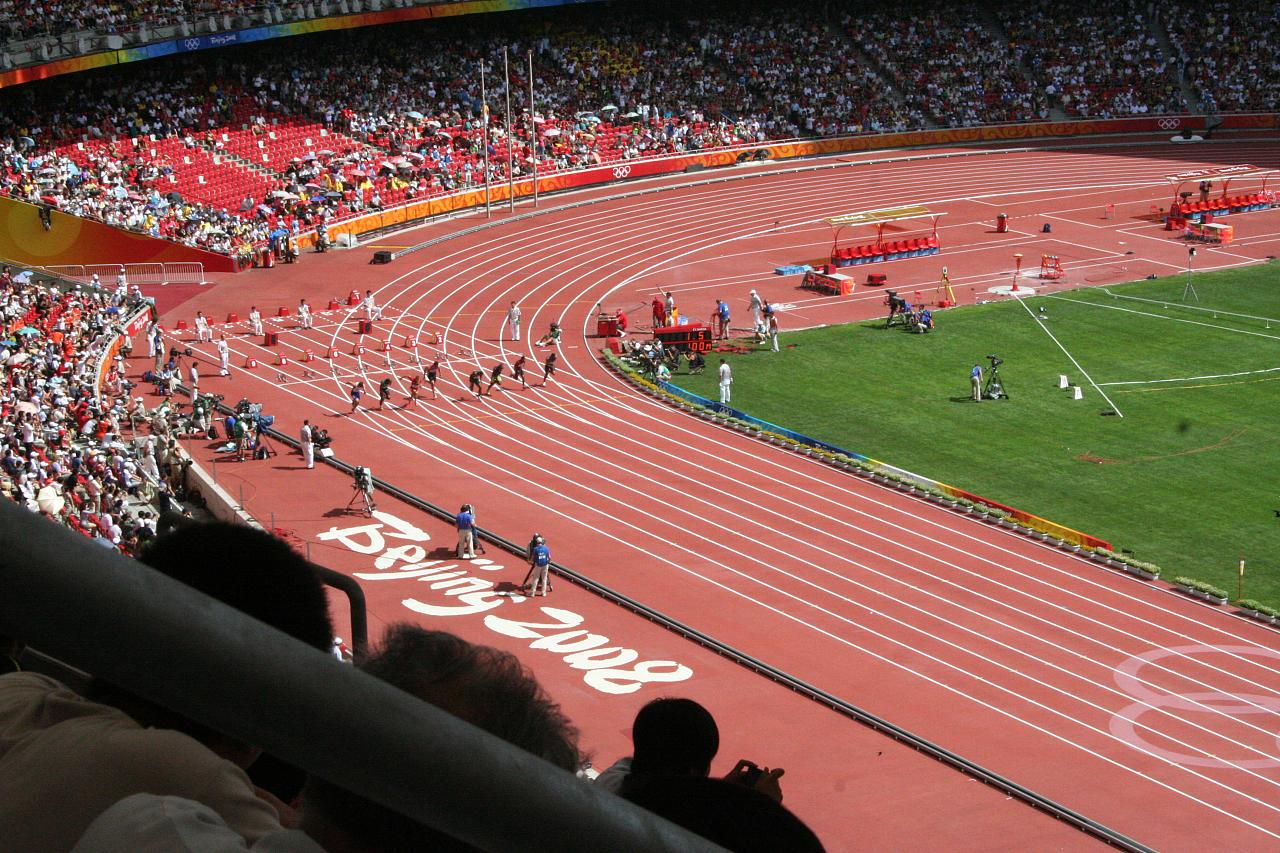
2008年夏季奥林匹克运动会的田径项目。奥林匹克运动会是奥林匹克运动的一部分，是第一个具有国际意义的大型现代综合运动会。

综合运动会是一种组织化的体育赛事，通常持续多天，涵盖多个不同的体育项目，主要是各个国家或地区的运动员代表队进行比赛。由于比赛项目众多，通常需要多天才能完成，赛事规模往往比单项体育比赛更大。首个具有国际影响力的现代综合性体育赛事是现代奥林匹克运动会。如今，世界上一些最知名的体育赛事都是综合性体育赛事，例如亚运会、英联邦运动会、泛美运动会和地中海运动会等。本文列出了所有主要的综合性体育赛事，无论是已停办的还是仍在举办的。下表提供了所有主要综合性体育赛事的完整列表。
国际综合运动会通常基于国家之间在文化元素上的共性进行组织。这些元素包括语言，例如面向法语系国家的法语圈运动会；种族方面，如面向犹太运动员的马加比厄运动会；政治方面，如曾用于对抗奥运会的斯巴达克运动会；职业方面，如面向大学生的世界大学生运动会；以及性别方面，如面向同性恋群体的世界同志运动会。此外，参赛资格还可能根据其他因素划分，如地区、宗教、年龄以及季节（如冬季运动会相对于夏季运动会）。一些综合性体育赛事则在单一国家内部举办，由该国不同的省、市或地区的代表队互相竞争，例如泰国全国运动会和中华人民共和国全国运动会。这些赛事在目标受众上的不同之处在下表中有所体现。

## 主要综合运动会列表
被列入列表的综合运动会的标准如下：首先，该赛事须在其举办区域内（无论是国家级、区域级或国际级）获得较高的媒体关注度；其次，赛事的组织应由正式机构负责，并且赛事中至少有一项运动得到经国际奥委会或国际单项体育联合会总会认可的国际体育管理机构授权。

### 全球性運動會
| 賽事名稱                   | 舉辦機構             | 舉辦年份 | 舉辦週期      | 最近一次舉辦                                           |
| -------------------------- | -------------------- | -------- | ------------- | ------------------------------------------------------ |
| 夏季奧林匹克運動會         | 國際奧林匹克委員會   | 1896年－ | 每4年舉行一次 | 2024年夏季奧林匹克運動會（ 法國 巴黎）                 |
| 冬季奥林匹克运动会         | 國際奧林匹克委員會   | 1924年－ | 每4年舉行一次 | 2022年冬季奧林匹克運動會（ 中国 北京）                 |
| 夏季帕拉林匹克運動會       | 國際帕拉林匹克委員會 | 1960年－ | 每4年舉行一次 | 2024年夏季帕拉林匹克運動會（ 法國 巴黎）               |
| 冬季帕拉林匹克運動會       | 國際帕拉林匹克委員會 | 1976年－ | 每4年舉行一次 | 2022年冬季残疾人奥林匹克运动会（ 中国 北京）           |
| 夏季世界特殊奧林匹克運動會 | 國際特殊奧林匹克組織 | 1968年－ | 每4年舉行一次 | 2023年世界夏季特殊奧林匹克運動會（ 德国 柏林）         |
| 冬季世界特殊奧林匹克運動會 | 國際特殊奧林匹克組織 | 1977年－ | 每4年舉行一次 | 2022年世界冬季特殊奧林匹克運動會（ 義大利 都灵）       |
| 夏季聽障奧林匹克運動會     | 國際聽障運動總會     | 1924年－ | 每4年舉行一次 | 2025年夏季特殊奧林匹克運動會（ 日本 东京）             |
| 冬季聽障奧林匹克運動會     | 國際聽障運動總會     | 1949年－ | 每4年舉行一次 | 2023年冬季特殊奧林匹克運動會（ 土耳其 埃尔祖鲁姆）     |
| 世界运动会                 | 國際世界運動會協會   | 1981年－ | 每4年舉行一次 | 2025年世界运动会（ 中国 成都）                         |
| 夏季青年奧林匹克運動會     | 國際奧林匹克委員會   | 2010年－ | 每4年舉行一次 | 2018年夏季青年奧林匹克運動會（ 阿根廷 布宜諾斯艾利斯） |
| 冬季青年奧林匹克運動會     | 國際奧林匹克委員會   | 2012年－ | 每4年舉行一次 | 2024年冬季青年奧林匹克運動會（ 江原道）                |
| 夏季世界大學生運動會       | 國際大學生體育聯盟   | 1959年－ | 每2年舉行一次 | 2025年夏季世界大学生运动会（ 德国 莱茵-鲁尔）          |
| 冬季世界大學生運動會       | 國際大學生體育聯盟   | 1960年－ | 每2年舉行一次 | 2025年冬季世界大学生运动会（ 義大利 都灵）             |
| 夏季世界壯年運動會         | 國際先進運動會協會   | 1985年－ | 每4年舉行一次 | 2025年夏季世界壮年运动会（ 中華臺北 台北、新北）       |
| 冬季世界壯年運動會         | 國際先進運動會協會   | 2010年－ | 每4年舉行一次 | 2024年冬季世界先進運動會（ 義大利 伦巴第大区）         |
| 世界中学生运动会           | 國際中學生體育聯盟   | 1974年－ | 每2年舉行一次 | 2024年世界中学生运动会（ 巴林 麦纳玛）                 |
| 世界中学生冬季运动会       | 國際中學生體育聯盟   | 2025年－ | 每2年舉行一次 | 2025年世界中学生运动会（ 瑞士 卢塞恩）                 |
| 世界軍人運動會             | 国际军事体育理事会   | 1995年－ | 每4年舉行一次 | 2019年世界軍人運動會（ 中国 武汉）                     |
| 世界冬季軍人運動會         | 国际军事体育理事会   | 2010年－ | 每4年舉行一次 | 2017年世界軍人運動會（ 俄羅斯 索契）                   |
| 世界能力运动会             | 世界能力运动总会     | 2005年－ | 每2年舉行一次 | 2023世界能力运动会（ 泰國 那空叻差是玛）               |
| 夏季國際少年運動會         | 國際少年運動會       | 1968年－ | 每1年舉行一次 | 2025年夏季國際少年運動會（ 以色列 艾拉特）             |
| 冬季國際少年運動會         | 國際少年運動會       | 1994年－ | 不定期        | 2023年冬季國際少年運動會（ 平昌）                      |
| 同乐运动会                 | 同乐运动会联合会     | 1982年－ | 每4年舉行一次 | 2022年同乐运动会（ 中國香港、 墨西哥 瓜达拉哈拉）      |

### 洲级運動會
| 賽事名稱             | 舉辦機構                     | 舉辦年份 | 舉辦週期      | 最近一次舉辦                                         |
| -------------------- | ---------------------------- | -------- | ------------- | ---------------------------------------------------- |
| 亚洲运动会（夏季）   | 亞洲奧林匹克理事會           | 1949年－ | 每4年舉行一次 | 2022年亚洲运动会（ 中国 杭州）                       |
| 亚洲残疾人运动会     | 亚洲残疾人奥林匹克委员会     | 2010年－ | 每4年舉行一次 | 2022年亚洲残疾人运动会（ 中国 杭州）                 |
| 亞洲冬季運動會       | 亞洲奧林匹克理事會           | 1986年－ | 每4年舉行一次 | 2025年亚洲冬季运动会（ 中国 哈尔滨）                 |
| 亞洲室內暨武藝運動會 | 亞洲奧林匹克理事會           | 2013年 - | 每4年舉行一次 | 2017年亞洲室內暨武藝運動會（ 阿什哈巴德）            |
| 亞洲沙灘運動會       | 亞洲奧林匹克理事會           | 2008年－ | 每2年舉行一次 | 2016年亞洲沙灘運動會（ 越南 峴港）                   |
| 非洲運動會           | 非洲国家奥林匹克委员会联合会 | 1965年－ | 每4年舉行一次 | 2023年非洲運動會（ 阿克拉）                          |
| 歐洲運動會           | 歐洲奧林匹克委員會           | 2015年 - | 每4年舉行一次 | 2023年歐洲運動會（ 波蘭 克拉科夫）                   |
| 泛美運動會           | 泛美體育組織                 | 1951年－ | 每4年舉行一次 | 2023年泛美運動會（ 智利 圣地亚哥）                   |
| 泛美残疾人运动会     | 美洲残疾人奥林匹克委员会     | 1951年－ | 每4年舉行一次 | 2023年泛美残疾人运动会（ 智利 圣地亚哥）             |
| 青少年泛美运动会     | 泛美體育組織                 | 2021年－ | 每4年舉行一次 | 2021年青少年泛美运动会（ 哥伦比亚 卡利、考卡河谷省） |

### 地區性運動會
| 賽事名稱               | 舉辦機構                     | 舉辦年份  | 舉辦週期      | 最近一次舉辦                                                                     |
| ---------------------- | ---------------------------- | --------- | ------------- | -------------------------------------------------------------------------------- |
| 東亞青年運動會         | 東亞運動會總會               | 2019年 － | 每4年举行一次 | 2023年東亞青年運動會（ 蒙古国 乌兰巴托）                                         |
| 東南亞運動會           | 东南亚运动会联盟             | 1977年 － | 每2年舉行一次 | 2023年東南亞運動會（ 柬埔寨 金边）                                               |
| 南亞運動會             | 南亚奥林匹克委员会           | 1984年－  | 不定          | 2019年南亞運動會（ 尼泊尔 加德满都、博卡拉、贾纳克布尔）                         |
| 中亞運動會             | 中亚奥林匹克委员会           | 1995年－  | 每4年舉行一次 | 2003年中亞運動會（ 杜尚别）                                                      |
| 西亞運動會             | 西亚运动会联合会             | 1997年－  | 不定          | 2005年西亞運動會（ 多哈）                                                        |
| 中美洲及加勒比海運動會 | 中美洲及加勒比海體育組織     | 1926年－  | 每4年舉行一次 | 2023年中美洲及加勒比海運動會（ 薩爾瓦多 聖薩爾瓦多）                             |
| 南美运动会             | 南美洲体育组织               | 1978年－  | 每4年舉行一次 | 2022年南美运动会（ 巴拉圭 亚松森）                                               |
| 南美残疾人运动会       | 南美洲体育组织               | 2014年－  | 每4年舉行一次 | 2026年南美残疾人运动会（ 哥伦比亚 巴耶杜帕尔）                                   |
| 南美洲青年运动会       | 南美洲体育组织               | 2013年－  | 每4年舉行一次 | 2025年南美青年运动会（ 巴拿马 巴拿马城）                                         |
| 太平洋运动会           | 太平洋运动会委员会           | 1963年－  | 每4年舉行一次 | 2023年太平洋运动会（ 所罗门群岛 霍尼亚拉                                         |
| 太平洋迷你运动会       | 太平洋运动会委员会           | 1981年－  | 每4年舉行一次 | 2025年太平洋迷你运动会（ 帛琉 科罗尔）                                           |
| 泛阿拉伯运动会         | 阿拉伯国家奥林匹克委员会联盟 | 1953年－  | 不定          | 2023年泛阿拉伯運動會（ 阿尔及利亚 阿尔及尔、瓦赫兰、君士坦丁堡、安纳巴、提帕萨） |
| 地中海运动会           | 地中海運動會國際委員會       | 1951年－  | 每4年舉行一次 | 2022年地中海運動會（ 阿尔及利亚 瓦赫兰）                                         |
| 歐洲小國運動會         | 欧洲奥林匹克委员会           | 1985年－  | 每2年舉行一次 | 2023年歐洲小國運動會（ 馬爾他 瓦莱塔）                                           |
| 印度洋島嶼運動會       |                              | 1979年－  | 每4年举行一次 | 2023年印度洋島嶼運動會（ 马达加斯加 安塔那那利佛）                               |
| 英联邦运动会           | 英联邦运动会联合会           | 1930年－  | 每4年举行一次 | 2022年英联邦运动会（ 英格兰 伯明翰）                                             |
| 英联邦青年运动会       | 英联邦运动会联合会           | 2000年－  | 每4年举行一次 | 2023年英联邦青年运动会（ 千里達及托巴哥 西班牙港）                               |
| 法语圈运动会           | 法语国家及地区国际组织       | 1989年－  | 每4年举行一次 | 2023年法语圈运动会（ 刚果民主共和国 金沙萨）                                     |
| 伊斯蘭團結運動會       | 伊斯兰合作组织               | 2005年－  | 每4年举行一次 | 2021年伊斯蘭團結運動會（ 土耳其 科尼亚）                                         |
| 岛屿运动会             | 国际岛屿运动会总会           | 1985年－  | 每2年舉行一次 | 2023年岛屿运动会（ 法罗群岛）                                                    |

### 已停办的运动会
| 賽事名稱         | 舉辦機構             | 舉辦年份     | 最近一次舉辦                              | 备注                                       |
| ---------------- | -------------------- | ------------ | ----------------------------------------- | ------------------------------------------ |
| 友好运动会       |                      | 1986－2001年 | 2001年友好运动会（ 布里斯班）             |                                            |
| 世界青年運動會   |                      | 1998年       | 1998年世界青年運動會（ 俄羅斯 莫斯科）    | 只曾經舉辦一屆（青年奥林匹克运动会接续）   |
| 世界同志運動會   | 同性恋国际体育联合会 | 2006－2017年 | 2017年（ 美国 迈阿密海滩）                | 大部分体育赛事取消，只进行了三个比赛项目。 |
| 遠東運動會       |                      | 1913－1943年 | 1934年遠東運動會（ 菲律賓 馬尼拉）        |                                            |
| 亞洲室內運動會   | 亞洲奧林匹克理事會   | 2005－2009年 | 2009年亞洲室內運動會（ 越南河內）         | 合并成亚洲室内暨武艺运动会                 |
| 亞洲武術運動會   | 亞洲奧林匹克理事會   | 2009年       | 2009年亞洲武藝運動會（ 泰國 曼谷）        | 合并成亚洲室内暨武艺运动会                 |
| 東南亞半島運動會 | 东南亚运动会联盟     | 1959-1975年  | 1975年東南亞運動會（ 泰國 曼谷）          | 转型为东南亚运动会                         |
| 東亞運動會       | 東亞運動會總會       | 1993-2013年  | 2013年東亞運動會（ 中国 天津）            | 转型为东亚青年运动会                       |
| 冬季泛美運動會   | 泛美體育組織         | 1990年       | 1990年冬季泛美運動會（ 阿根廷 莱尼亚斯 ） |                                            |